# 造園製図
造園製図（ぞうえんせいず、Landscape drawing）
1. 造園工事に関して、計画や設計を検討してその材料、数量、工法を明らかにし、設計書を作るために設計図面を作製する作業・作図をすること。
2. 日本庭園などの造園作品の実測をおこない、実測図といった図面として記録すること
3. 高等学校学習指導要領 > 第3章　専門教育に関する各教科　第1節　農業 > 第2款　各科目　第25　造園計画 の 2 内容 にある（3）造園製図と造園デザインの基礎

## 特徴
造園工事の図面には多くの種類の施設が配置され図解されるので、使用される記号や表現図も多数に上る。多数の表現が必要のため、いまだに製図通則のJIS化がされておらず、表現方法の統一が完全になされていない。
造園図面において、造園作品・造園施設などで土木や建築、電気設備や機械設備、排水処理や上水道施設など内容が加味される場合も多く、そうした内容にはJISの製図通則や各関係学会の製図基準が定められているため、もっぱらその記号表現を使用している。
造園関連の施設や植栽等の表現について特にJIS的な定めはないことから、記号標示をあらかじめ定め、それを図面内に凡例や一覧表にまとめておく手法が特徴である。
職業訓練教材研究会発行、独立行政法人雇用・能力開発機構と職業能力開発総合大学校能力開発研究センター編集『造園概論とその手法』では、最初に基本となる平面図を整備することからはじめるとして、図面の目的別の表現方法を決めること、数枚で一そろいのセットになる場合は表現の統一性をもつこと、1枚の図面の中で表現の精度の高い部分と簡略化や省略表現ができる部分を決めておくこと、強調して表現する部分をあらかじめ決めておくこと、造園の図面ではフリーハンドによる表現が有効な場合が多いので留意すること、図面効果を念頭に例えば文字の位置や大きさ書体などに注意すること、といった平面図の作図の仕方と留意点を挙げている。
職業能力開発局技能振興課監修・日本造園組合連合会発行『造園施工必携』では、製図の基本として、製図は自分勝手に行うものではなく、JIS製図通則など一定のルールに従って描くものとしている。また造園図面内で植栽や施設を表す記号について、図面をすっきりとさせるには記号をうまく利用することとして、表現例をあげている。
民間の庭園工事、外構工事・エクステリア業では、日本エクステリア学会などで、図面の不統一制を解消する事を目的に、エクステリアの施設、道路施設などの表現の統一を図る目的でエクステリア標準製図 (PDF) などが刊行されている。